# 7319 Каттерфельд
7319 Каттерфельд (7319 Katterfeld) — астероїд головного поясу, відкритий 24 вересня 1976 року.
Тіссеранів параметр щодо Юпітера — 3,622.